# Nr. 47
Nr. 47 ist eine Schweizer Webserie mit vier Staffeln, die ab dem 20. Mai 2018 im Rahmen des Schweizer Fernsehens auf YouTube und SRF Play veröffentlicht wurde.
Nr. 47 bezieht sich auf die Adresse eines Wohnblocks in Bern, in dem mehrere junge Erwachsene leben. Die Serie zeigt ihr Leben und thematisiert Sorgen und Ängste von jungen Menschen Anfang 20.
Die Serie war als Sprungbrett für Nachwuchstalente gedacht. Die 20 Mini-Episoden der ersten Staffel wurden in 17 Tagen gedreht; 14 Monate dauerte es von der Idee bis zur Veröffentlichung. Die Kosten für die erste Staffel betrugen gut 300'000 Franken. Elsa Langnäse spielt als "Eveline" darin die Hauptrolle. Die erste Staffel wurde mit dem Zürcher Fernsehpreis 2018 ausgezeichnet.
Die zweite Staffel, mit Gabriel Noah Maurer als "Dominic" in der Hauptrolle beinhaltet fünf Episoden und wurde am 16. November 2018 auf YouTube veröffentlicht.
Mit Ali Kandas als "Kuzey" ging die dritte Staffel am 19. Juni 2019 auf YouTube online.
Die vierte und letzte Staffel mit Lorena Handschin in der Hauptrolle als "Sophie", wurde an den 55. Solothurner Filmtagen uraufgeführt und am 21. Februar 2020 auf Youtube veröffentlicht. Lorena Handschin wurde mit dem Schauspielpreis Prix Swissperform 2020 als beste Hauptdarstellerin für ihre Rolle in der 4. Staffel ausgezeichnet.

## Inhalt 1. Staffel
Erst vor Kurzem ist die 20-jährige Eveline von zuhause ausgezogen – in den Wohnblock mit der «Nr. 47» in Bern. Sie will auf eigenen Beinen stehen. Aber während sie im Job mehr Verantwortung übernimmt und mit ihren neuen Nachbarn Freundschaften schliesst, verliert sie immer mehr die Kontrolle über ihr Leben.

## Inhalt 2. Staffel
Dominic ist verschlossen, unnahbar und hängt oft seinen Gedanken oder neuen Texten nach. Dass er schwul ist, hat er bislang seinen Freunden und seiner Familie nicht verraten, und er versucht, auch dieses Geheimnis für sich zu behalten. Bis anhin hat dies auch gut funktioniert. Als aber Tim in seinem Leben auftaucht, wird alles anders.

## Inhalt 3. Staffel
Kuzey steht kurz vor seinen Prüfungen an der Hotelfachschule. Doch den grössten Teil seiner Zeit investiert er für seine Kochvideos auf Youtube. Sein immer beliebter werdende Youtube-Kanal  nimmt zunehmend seine ganze Energie und Zeit in Anspruch, was nicht bei allen auf Begeisterung trifft.

## Inhalt 4. Staffel
In der finalen Staffel steht Sophies Welt auf den Kopf, als bei ihr Hautkrebs diagnostiziert wird. Ihre Freunde und ihr Bruder Tim gehen alle unterschiedlich mit der Situation um – überfürsorglich, abschottend oder verbündend. Doch Sophie sieht keinen Grund, wieso sich überhaupt etwas ändern soll. Sie will einfach weiterleben wie bisher.